# Christer Lindblom (kyrkoherde)
Christer Lindblom, föddes 13 oktober 1715 i Norra Vi socken, Östergötlands län, död 14 november 1800 i Grebo socken, Östergötlands län, var en svensk präst i Grebo församling och kontraktsprost i Bankekinds kontrakt.

## Biografi
Christer Lindblom föddes 13 oktober 1715 i Norra Vi socken. Han var son till kyrkoherden Lars Lindblom och Helena Wegner. Lindblom studerade i Linköping och blev höstterminen 1734 student vid Uppsala universitet, Uppsala. Han blev höstterminen 1737 student vid Lunds universitet, Lund och prästvigdes 29 april 1738. Lindblom blev 1745 kyrkoherde i Grebo församling, Grebo pastorat och tillträde 1746. Han blev 1772 prost och var mellan 1789 och 1795 kontraktsprost i Bankekinds kontrakt. Lindblom avled 14 november 1800 i Grebo socken och begravdes 27 november av sin brorson biskop Jacob Axelsson Lindblom.
Ett porträtt i olja över Lindblom finns i Grebo kyrka.

### Familj
Lindblom gifte sig 29 juli 1746 med Maria Beata Hollman (1714–1781). Hon var dotter till löjtnanten Göran Hollman och Sara Erenstedt. De fick tillsammans barnen Lars Johan (1747–1749), Hedvig Sophia och Lars Georg (1750–1808).